# Caffè (Maninni)
Caffè è un singolo del cantautore italiano Maninni, pubblicato il 6 luglio 2022.

## Descrizione
Il brano, scritto dallo stesso cantautore con Luca Giura, è prodotto dallo stesso Maninni con Andrea Fusini.

## Video musicale
Il video musicale, diretto da Mauro Lamanna, è stato pubblicato il 7 luglio 2022 attraverso il canale YouTube del cantautore.

## Tracce
Testi di Alessio Mininni e Luca Giura, musiche di Andrea Fusini.
1. Caffè – 3:01